# Eye II Eye
Eye II Eye (Eye to Eye) – czternasty studyjny album Scorpions wydany w roku 1999.

## Lista utworów
1. "Mysterious" – 5:28
2. "To Be No. 1" – 3:57
3. "Obsession" – 4:09
4. "10 Light Years Away" – 3:52
5. "Mind Like A Tree" – 5:34
6. "Eye To Eye" – 5:04
7. "What U Give U Get Backe" – 5:02
8. "Skywriter" – 4:55
9. "Yellow Butterfly" – 5:44
10. "Freshly Squeezed" – 3:58
11. "Priscilla" – 3:17
12. "Du Bist So Schmutzig" – 3:55
13. "Alleyah" – 4:19
14. "A Moment In a Milion Years" – 3:38

## Twórcy albumu
- Klaus Meine – śpiew
- Rudolf Schenker – gitara rytmiczna
- Matthias Jabs – gitara solowa
- Ralph Rieckermann – gitara basowa
- James Kottak – perkusja

- Peter Wolf – producent